# Rovena Stefa
Rovena Stefa, född 27 april 1979 i Fier, är en albansk sångerska. 

## Biografi
Stefa släppte sitt debutalbum Bie dëborë år 2002 som snabbt blev en stor framgång. Sedan dess har hon släppt ytterligare fyra album, det senaste år 2008 med titeln Lum e lum. År 2011 släppte hon singeln "Kanagjegji" som skrivits av Avni Qahili och komponerats av Stefa själv.
2006 ställde hon upp i Festivali i Këngës 45 med etnolåten "Ti më do". Hon lyckades inte ta sig vidare till finalen av tävlingen.
Stefa har en syster, Irva Stefa, som även hon är sångerska. Tillsammans deltog de år 2010 i Top Fest med låten "E gjej". 
2013 var Stefas låt "Cka me ka syni" med som soundtrack i Hollywoodfilmen "Dead Man Down" av regissören Niels Arden Oplev.

## Diskografi

### Album
- 2002 – Bie dëborë
- 2003 – Paraja
- 2004 – Dasma
- 2005 – Llokum
- 2008 – Lum e lum

### Singlar
- 2005 – Mos thuaj (feat. Blero)
- 2007 – Për një kafe (feat. Altin Shira)
- 2007 – Xhelosia (feat. Duli)
- 2008 – Potpuri popullore (feat. Shpat Kasapi)
- 2009 – Rrofte Shqipja dhe Vata
- 2009 – Malli
- 2011 – Tundi vallet
- 2011 – Kanagjegji
- 2011 – Mallkuar
- 2012 – Amaneti (feat. Sala Jashari)
- 2013 – Hajde ti (feat. Eltoni)